# Yurio Akitomi
Yurio Akitomi (jap. 秋富由利夫 Akitomi Yurio; ur. 13 września 1950 w prefekturze Saga), zawodowy golfista japoński.
Uczestniczył przede wszystkim w rywalizacji w cyklu Japan Golf Tour, gdzie odnotował trzy zwycięstwa turniejowe - wygrał trzykrotnie Kyusyu Open (1979–1981). W 1977 zwyciężył w otwartych mistrzostwach Tajlandii.